# Reason of Crying
Reason of Crying jest to drugi minialbum (EP) zespołu Girugamesh wydany 18 lipca 2007 roku.

## Lista utworów
| Nr | Tytuł                                               | Czas |
| -- | --------------------------------------------------- | ---- |
| 1. | "Real my place"                                     | 3:47 |
| 2. | "crime–tsumi–" (crime–罪–)                          | 4:03 |
| 3. | "smash!!"                                           | 2:59 |
| 4. | "Melody"                                            | 4:04 |
| 5. | "Freesia" (フリージア)                              | 4:23 |
| 6. | "Omae ni Sasageru Minikui Koe" (お前に捧げる醜い声) | 3:58 |